# Neanciîne, Bilokurakîne
Neanciîne (în ucraineană Нянчине) este un sat în comuna Hladkove din raionul Bilokurakîne, regiunea Luhansk, Ucraina.

## Demografie
Componența lingvistică a localității Neanciîne
     Ucraineană (86,87%)
     Rusă (13,13%)
Conform recensământului din 2001, majoritatea populației localității Neanciîne era vorbitoare de ucraineană (86,87%), existând în minoritate și vorbitori de rusă (13,13%).